# Cá chìa vôi khoang vằn
Cá chìa vôi khoang vằn (tên khoa học Dunckerocampus dactyliophorus) là một loài cá của họ Syngnathidae.

## Phân bố và môi trường sống
Cá chìa vôi khoang vằn phổ biến rộng rãi trên khắp các vùng biển nhiệt đới của Ấn Độ Dương-Thái Bình Dương, bao gồm biển Đỏ. Phạm vi của nó bao gồm Úc, Fiji, Polynesia thuộc Pháp, Indonesia, Nhật Bản, quần đảo Marshall, New Caledonia, quần đảo Bắc Mariana, Papua New Guinea, Philippines, Samoa, quần đảo Solomon, Nam Phi, và Đài Loan. Nó sinh sống vùng thủy triều, đầm phá, và bên ngoài dốc rạn san hô ở miền nhiệt đới.

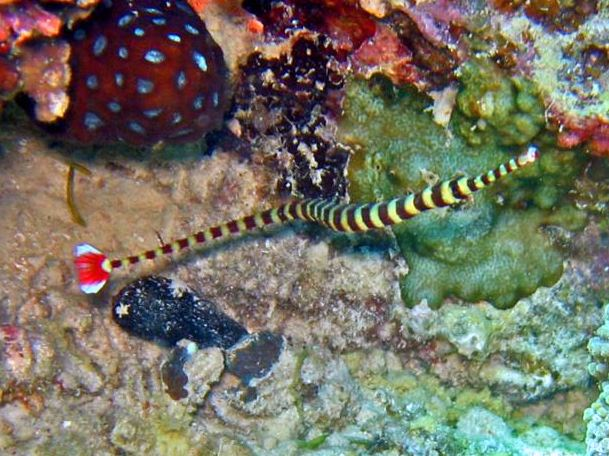
Cá chìa vôi khoang vằn
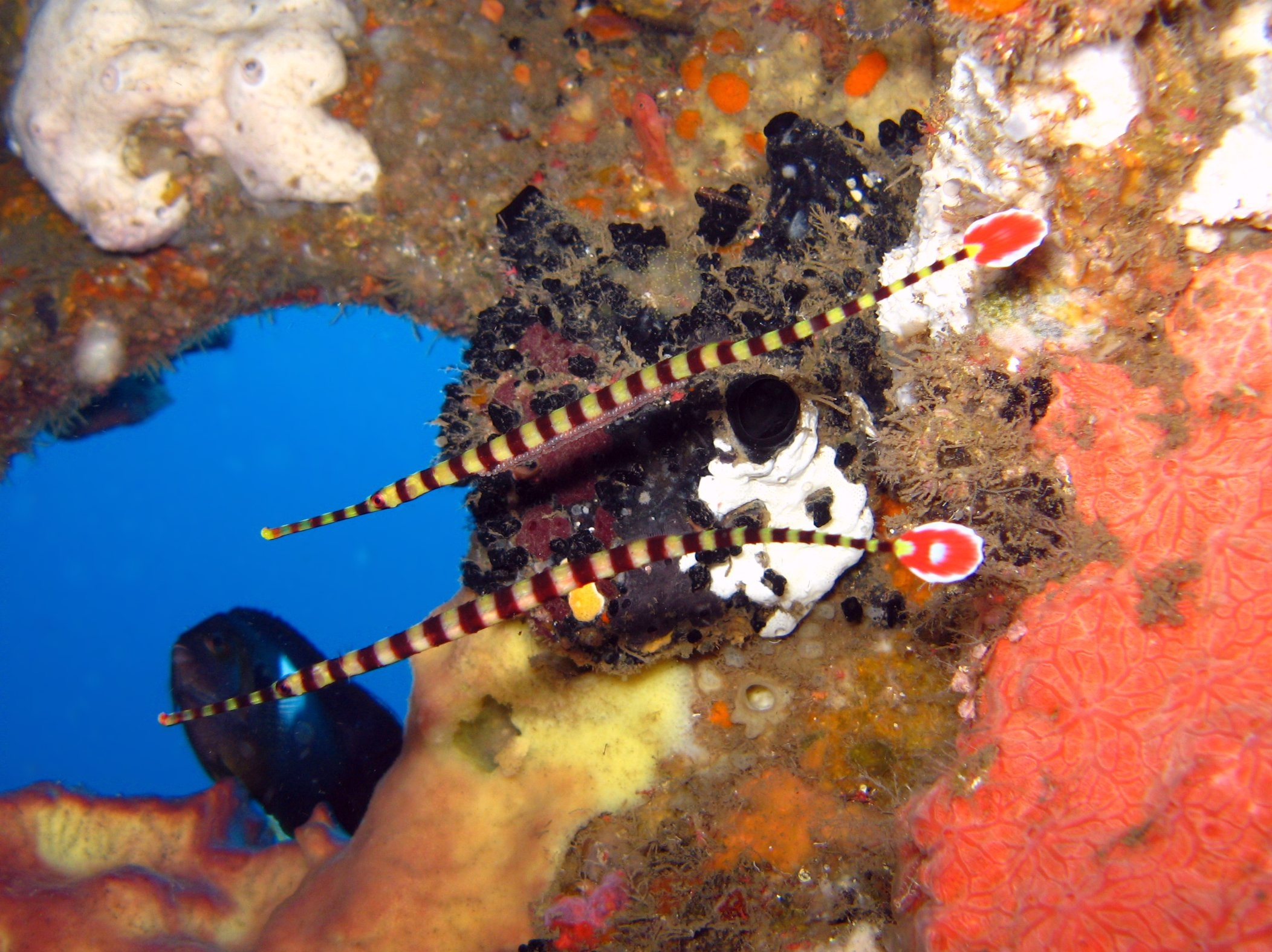
Cá chìa vôi khoang vằn